# Mikhail Kovalenko
Mikhail Vadimovich Kovalenko (tiếng Nga: Михаил Вадимович Коваленко; sinh ngày 25 tháng 1 năm 1995) là một cầu thủ bóng đá người Nga thi đấu cho F.K. Dynamo Sankt Peterburg.

## Sự nghiệp câu lạc bộ
Anh có màn ra mắt tại Giải bóng đá chuyên nghiệp quốc gia Nga cho F.K. Dynamo Sankt Peterburg vào ngày 20 tháng 7 năm 2015 trong trận đấu với F.K. Khimki.